# Шовкринский сельсовет
Шовкринский сельсовет — административно-территориальная единица и муниципальное образование со статусом сельского поселения в Лакском районе Дагестана Российской Федерации.
Административный центр — село Шовкра.

## Население
| 2002 | 2010 | 2012 | 2013 | 2014 | 2015 | 2016 |
| ---- | ---- | ---- | ---- | ---- | ---- | ---- |
| 576  | ↗721 | ↘720 | ↘717 | ↗737 | ↘731 | ↗736 |
| 2017 | 2018 | 2019 | 2020 | 2021 | 2023 | 2024 |
| ↘725 | ↘722 | ↘718 | ↘712 | ↘680 | ↗688 | ↗694 |

## Состав
| № | Населённый пункт | Тип населённого пункта       | Население |
| - | ---------------- | ---------------------------- | --------- |
| 1 | Говкра           | село                         | ↗84       |
| 2 | Тулизма          | село                         | ↗93       |
| 3 | Шовкра           | село, административный центр | ↘503      |